# Amtshaus Koldingen

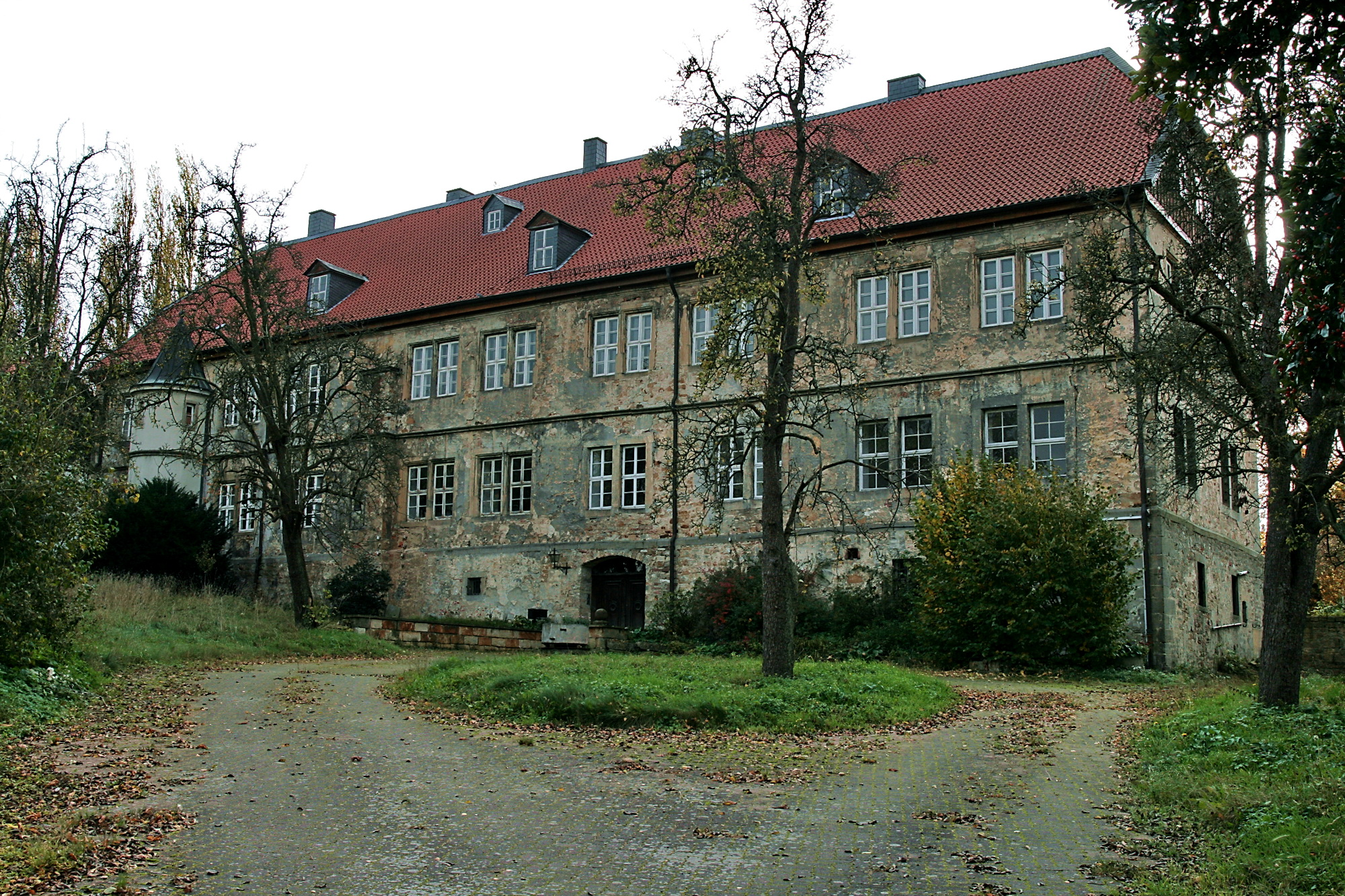
Amtshaus Koldingen

Das Amtshaus Koldingen ist ein 1593 von den Welfen errichtetes Amtshaus in Koldingen, einem Ortsteil der Stadt Pattensen in der Region Hannover in Niedersachsen. Ein Vorgängerbau an dieser Stelle war eine in der Mitte des 15. Jahrhunderts angelegte Burg des Bischofs von Hildesheim, die um 1520 zerstört wurde.

## Geschichte

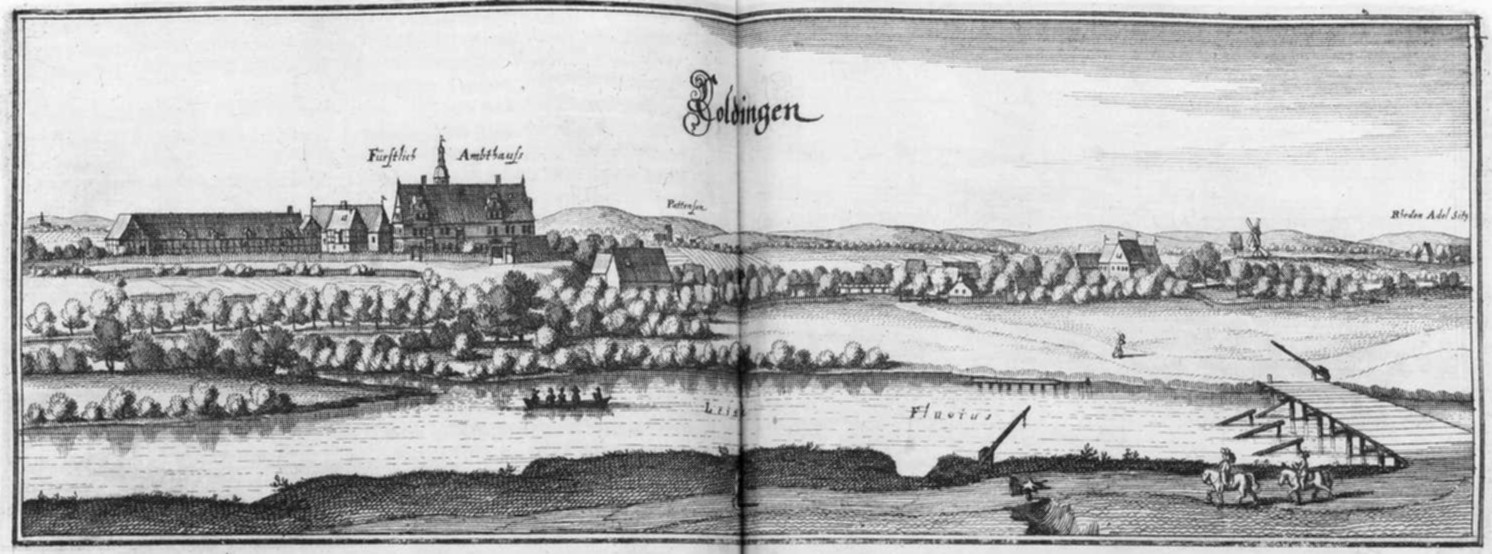
Merian-Stich vom Amtshaus mit dem Amtshof und Burg Koldingen um 1654

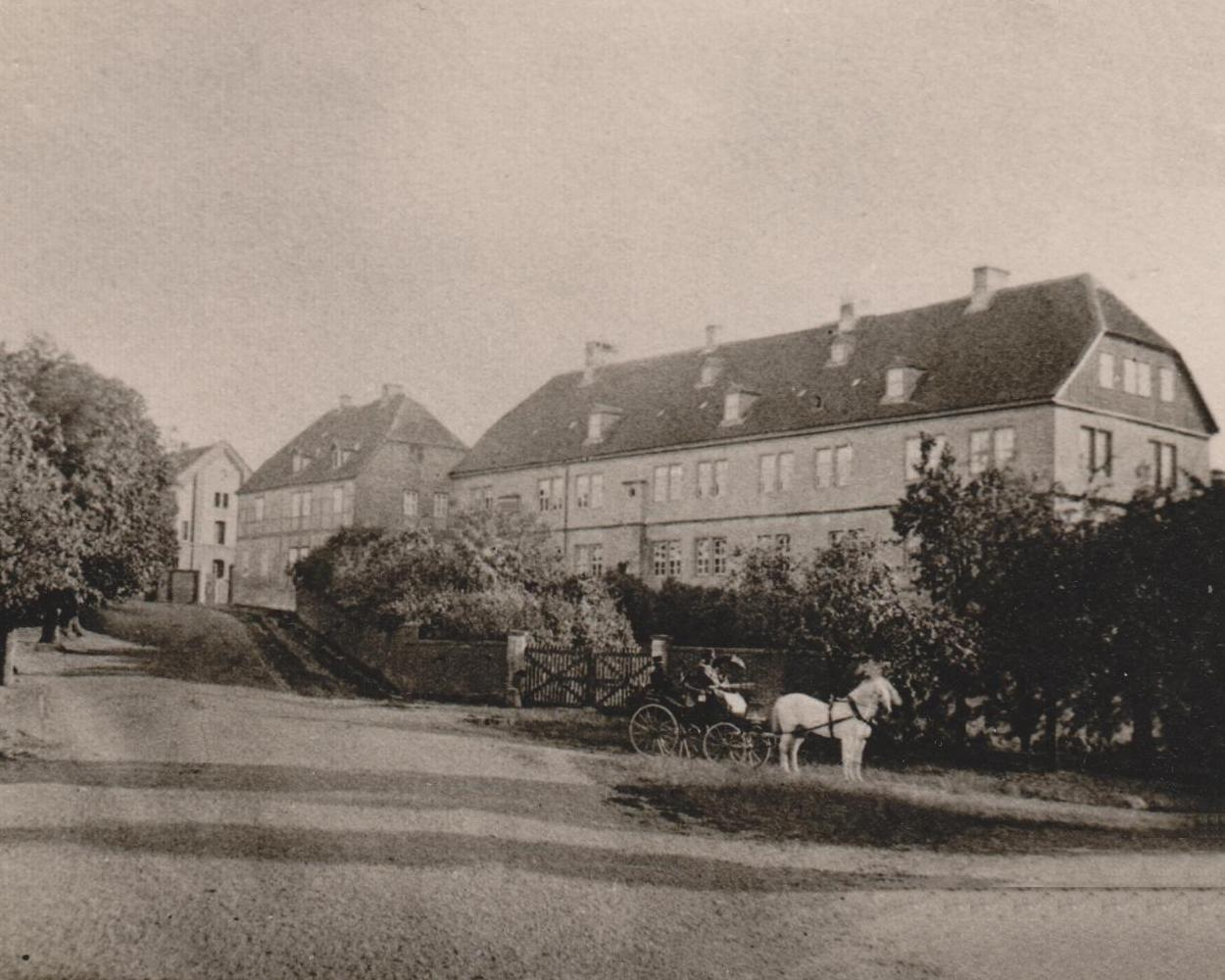
Amtshaus Koldingen um 1900

Der Vorgängerbau war die um 1450 erbaute Oberste Borch. 1458 wurde sie erstmals erwähnt, als die Burgmannen von Hanenzee und von Bortfelde ein Burglehen an der dortigen Scheune erhielten. Die Burg lag auf einem Geestrücken am Rande des Leinetals. Sie bestand zunächst gemeinsam mit der Burg Koldingen, die als Wasserburg im 13. oder 14. Jahrhundert durch die Grafen von Hallermund zur Sicherung eines Leineübergangs errichtet wurde. Beide Anlagen standen im Besitz des Hochstifts Hildesheim und lagen an der Grenze zu welfischen Territorien, was für Streitigkeiten sorgte. In der Hildesheimer Stiftsfehde (1519–1523) wurden beide Burgen zerstört. Koldingen kam im Quedlinburger Rezess 1523 an die Welfen (Fürstentum Calenberg) und 1585 an die Wolfenbütteler Linie.
1593 ließ Herzog Heinrich Julius an der Stelle der zerstörten Burganlage auf dem Geestrücken ein Gebäude im Stil der Renaissance errichten. Es ist ein zweigeschossiger Bruchsteinbau mit hohem Kellergeschoss. Auf der Ostseite befindet sich ein kleiner Rundturm mit kegelförmigem Dachhelm. Das noch heute vorhandene Bauwerk diente als Amtshaus des Amtes Koldingen bis zu seiner Auflösung 1824. Es gehört heute Horst-Alexander von Einsiedel-Syhra.